# قارچ‌های قندی
قارچ‌های قندی (Saccharomycotina) زیرشاخه‌های از قارچ‌های کیسه‌ای هستند.
خمیر ترش نمونه‌ای از قارچ‌های قندی است. آن‌ها آسکوکارپ تشکیل نمی‌دهند و آسکهای آن‌ها برهنه است و می‌توانند به صورت غیرجنسیتی و از راه غنچه‌زنی تولید مثل کنند.